# 卢卡·什皮克
卢卡·什皮克（1979年2月9日—），斯洛文尼亚男子赛艇运动员。他曾代表斯洛文尼亚参加1996年、2000年、2004年、2008年和2012年夏季奥林匹克运动会赛艇比赛，获得一枚金牌、一枚银牌和一枚铜牌。